# British Airways F.C.
British Airways FC là một câu lạc bộ bóng đá có trụ sở tại Bedfont, Greater London, Anh. Câu lạc bộ hiện thi đấu tại Combined Counties League Division One và sử dụng chung sân nhà Orchard với câu lạc bộ Bedfont & Feltham.

## Danh hiệu
- Middlesex County League
  - Nhà vô địch Premier Division các mùa giải 2012–13, 2017–18[3]
- Middlesex Premier Cup
  - Nhà vô địch mùa giải 1996–97[4]
- Middlesex Intermediate Cup
  - Nhà vô địch các mùa giải 2004–05, 2005–06, 2006–07[5]

## Thành tích
- Thành tích tốt nhất tại FA Vase: Vòng loại đầu tiên các mùa giải 2018–19, 2019–20[3]